# Цуруги (меч)
Цуруги (яп. 剣) — японское слово, означающее прямой обоюдоострый меч (иногда с массивным навершием). По форме похож на цуруги-но-тати (прямой односторонний меч). Считается, что произошёл от китайского цзяня, но видоизменён японцами.

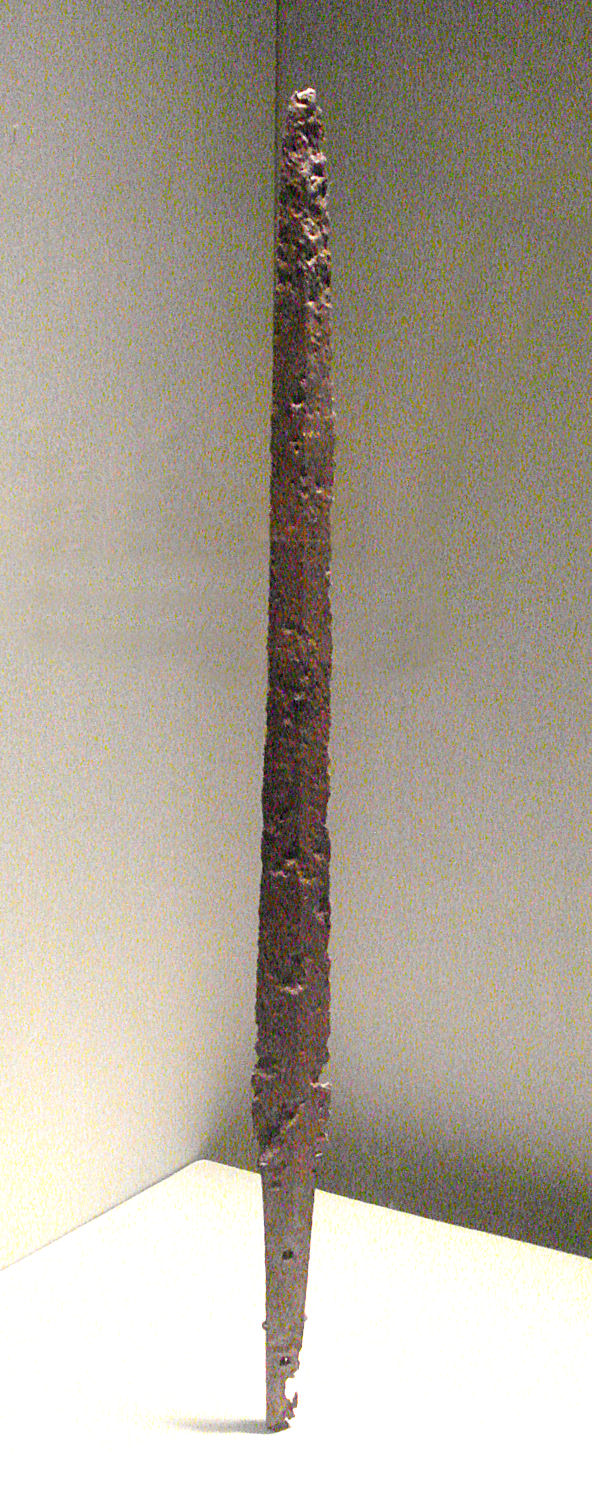
Цуруги

Использовался как боевой в VII−IX веках, до появления сабель тати, впоследствии — в церемониальных и религиозных целях.
Одной из трёх священных реликвий синтоизма является меч Кусанаги-но-цуруги; из мифологии синтоизма также известен другой меч — Тоцука-но-Цуруги.

## Этимология
Старояпонский: turuki /ˈturuki/ > ист. кана: turugi /ˈturugi/ > новояпонский: tsurugi /ˈt͡surugi/, старояпонское схоже с старояванским duduk "кол" (старояванский /d/ совпадает с старояпонским /r/: kadang/kara "родственник"; gudang/kura "склад" и т. д.)